# Turn- und Sportgemeinschaft 1899 Hoffenheim 2009-2010
Questa voce raccoglie le informazioni riguardanti il Turn- und Sportgemeinschaft 1899 Hoffenheim nelle competizioni ufficiali della stagione 2009-2010.

## Stagione
Nella stagione 2009-2010 l'Hoffenheim, allenato da Ralf Rangnick, concluse il campionato di Bundesliga al 11º posto. In Coppa di Germania l'Hoffenheim fu eliminato ai quarti di finale dal Werder Brema.

## Rosa
| N. |                      | Ruolo | Calciatore                |
| -- | -------------------- | ----- | ------------------------- |
| 30 | Germania (bandiera)  | P     | Jens Grahl                |
| 1  | Germania (bandiera)  | P     | Daniel Haas               |
| 28 | Germania (bandiera)  | P     | Timo Hildebrand           |
| 2  | Germania (bandiera)  | D     | Andreas Beck (calciatore) |
| 5  | Germania (bandiera)  | D     | Marvin Compper            |
| 35 | Germania (bandiera)  | D     | Kevin Conrad              |
| 8  | Germania (bandiera)  | D     | Christian Eichner         |
| 37 | Germania (bandiera)  | D     | Manuel Gulde              |
| 26 | Austria (bandiera)   | D     | Andreas Ibertsberger      |
| 3  | Germania (bandiera)  | D     | Matthias Jaissle          |
| 42 | Germania (bandiera)  | D     | Philipp Klingmann         |
|    | Germania (bandiera)  | D     | Robin Neupert             |
| 24 | Svezia (bandiera)    | D     | Per Nilsson               |
| 22 | Finlandia (bandiera) | D     | Jukka Raitala             |
| 14 | Croazia (bandiera)   | D     | Josip Šimunić             |
| 10 | Brasile (bandiera)   | C     | Carlos Eduardo            |
| 39 | Germania (bandiera)  | C     | Pascal Groß               |

| N. |                                 | Ruolo | Calciatore        |
| -- | ------------------------------- | ----- | ----------------- |
| 31 | Germania (bandiera)             | C     | Andreas Ludwig    |
| 21 | Brasile (bandiera)              | C     | Luiz Gustavo Dias |
| 7  | Brasile (bandiera)              | C     | Maicosuel         |
| 23 | Bosnia ed Erzegovina (bandiera) | C     | Sejad Salihović   |
| 25 | Ghana (bandiera)                | C     | Isaac Vorsah      |
| 34 | Germania (bandiera)             | C     | Boris Vukčević    |
| 17 | Germania (bandiera)             | C     | Tobias Weis       |
| 36 | Argentina (bandiera)            | C     | Franco Zuculini   |
| 9  | Senegal (bandiera)              | A     | Demba Ba          |
| 16 | Germania (bandiera)             | A     | Kai Herdling      |
| 19 | Bosnia ed Erzegovina (bandiera) | A     | Vedad Ibišević    |
| 29 | Germania (bandiera)             | A     | Adam Jabiri       |
| 20 | Nigeria (bandiera)              | A     | Chinedu Obasi     |
| 18 | Ghana (bandiera)                | A     | Prince Tagoe      |
| 11 | Germania (bandiera)             | A     | Marco Terrazzino  |
| 34 | Germania (bandiera)             | A     | Denis Thomalla    |

## Organigramma societario
Area tecnica
- Allenatore: Ralf Rangnick
- Allenatore in seconda: Lars Kornetka, Peter Zeidler
- Preparatore dei portieri: César Thier, Zsolt Petry
- Preparatori atletici: Rainer Schrey

## Risultati

### Bundesliga

#### Girone di andata
| Arbitro: | Rafati |

|           |           |          |
| Obasi 41’ | Marcatori | 25’ Olić |

| Arbitro: | Gagelmann |

|              |           |  |
| Kießling 67’ | Marcatori |  |

| Sinsheim 21 agosto 2009, ore 20:30 CEST 3ª giornata | Hoffenheim | 0 – 0 referto | Schalke 04 | Rhein-Neckar-Arena (30 150 spett.)\| Arbitro: \| Weiner \| |
| Arbitro:                                            | Weiner     |               |            |                                                            |

| Arbitro: | Wagner |

|  |           |             |
|  | Marcatori | 40’ Eduardo |

| Arbitro: | Zwayer |

|                              |           |  |
| Ba 16’ Obasi 58’ Compper 79’ | Marcatori |  |

| Arbitro: | Stark |

|                         |           |                                              |
| Arango 10’ Colautti 17’ | Marcatori | 21’ Salihović 86’ Maicosuel 89’ Obasi 90’ Ba |

| Arbitro: | Sippel |

|                                                   |           |             |
| Ibišević 1’, 4’, 21’ Obasi 58’ Eduardo 62’ (rig.) | Marcatori | 45’ Raffael |

| Arbitro: | Winkmann |

|                         |           |                  |
| Ivanschitz 6’ Bancé 11’ | Marcatori | 87’ Ibertsberger |

| Arbitro: | Kircher |

|                             |           |  |
| Pizarro 18’ Mertesacker 22’ | Marcatori |  |

| Arbitro: | Weiner |

|                                       |           |  |
| Eichner 34’ Ibišević 38’ Zuculini 64’ | Marcatori |  |

| Arbitro: | Meyer |

|  |           |               |
|  | Marcatori | 39’ Maicosuel |

| Arbitro: | Kinhöfer |

|              |           |                           |
| Ibišević 23’ | Marcatori | 52’ Misimović 57’ Grafite |

| Arbitro: | Brych |

|  |           |                                                 |
|  | Marcatori | 5’ Eduardo 11’ Obasi 46’ Ba 90’ (rig.) Ibišević |

| Arbitro: | Kempter |

|        |           |                                    |
| Ba 49’ | Marcatori | 2’ Błaszczykowski 79’ (rig.) Şahin |

| Amburgo 5 dicembre 2009, ore 15:30 CET 15ª giornata | Amburgo | 0 – 0 referto | Hoffenheim | HSH Nordbank Arena (52 725 spett.)\| Arbitro: \| Stark \| |
| Arbitro:                                            | Stark   |               |            |                                                           |

| Arbitro: | Perl |

|                     |           |               |
| Salihović 9’ (rig.) | Marcatori | 61’ Schwegler |

| Arbitro: | Gräfe |

|                                         |           |               |
| Marica 32’ (rig.) Cacau 68’ Khedira 82’ | Marcatori | 44’ Maicosuel |

#### Girone di ritorno
| Arbitro: | Kinhöfer |

|                          |           |  |
| Demichelis 35’ Klose 86’ | Marcatori |  |

| Arbitro: | Aytekin |

|  |           |                                   |
|  | Marcatori | 11’ Hyypiä 51’ Kroos 72’ Barnetta |

| Arbitro: | Meyer |

|                         |           |  |
| Kurányi 19’ Schmitz 49’ | Marcatori |  |

| Arbitro: | Fleischer |

|                                  |           |          |
| Eduardo 35’ Salihović 40’ (rig.) | Marcatori | 57’ Koné |

| Arbitro: | Fritz |

|                      |           |              |
| Šesták 24’ Dedič 76’ | Marcatori | 64’ Ibišević |

| Arbitro: | Stark |

|                                 |           |                               |
| Ibišević 69’ Eduardo 89’ (rig.) | Marcatori | 31’ (rig.) Daems 51’ Colautti |

| Arbitro: | Kinhöfer |

|  |           |                     |
|  | Marcatori | 35’ Ba 90’ Ibišević |

| Arbitro: | Meyer |

|  |           |           |
|  | Marcatori | 69’ Bancé |

| Arbitro: | Sippel |

|  |           |             |
|  | Marcatori | 80’ Pizarro |

| Norimberga 20 marzo 2010, ore 15:30 CET 27ª giornata | Norimberga | 0 – 0 referto | Hoffenheim | easyCredit-Stadion (40 421 spett.)\| Arbitro: \| Kinhöfer \| |
| Arbitro:                                             | Kinhöfer   |               |            |                                                              |

| Arbitro: | Fleischer |

|             |           |              |
| Šimunić 80’ | Marcatori | 64’ Idrissou |

| Arbitro: | Kircher |

|                                           |           |  |
| Džeko 25’, 76’ Barzagli 51’ Misimović 74’ | Marcatori |  |

| Arbitro: | Perl |

|  |           |                     |
|  | Marcatori | 46’, 82’ Matuszczyk |

| Arbitro: | Stark |

|            |           |              |
| Valdez 57’ | Marcatori | 89’ Ibišević |

| Arbitro: | Gräfe |

|                                               |           |            |
| Ibišević 2’, 11’ Obasi 31’, 72’ Salihović 76’ | Marcatori | 65’ Tesche |

| Arbitro: | Aytekin |

|               |           |                |
| Schwegler 20’ | Marcatori | 80’, 89’ Tagoe |

| Arbitro: | Drees |

|              |           |           |
| Vukčević 44’ | Marcatori | 20’ Cacau |

### Coppa di Germania
| Arbitro: | Christ |

|  |           |                         |
|  | Marcatori | 47’ Obasi 54’ Maicosuel |

| Arbitro: | Gräfe |

|  |           |             |
|  | Marcatori | 35’ Nilsson |

| Arbitro: | Perl |

|                                                      |           |  |
| Salihović 50’ Ibišević 66’ Maicosuel 71’ Compper 90’ | Marcatori |  |

| Arbitro: | Sippel |

|                       |           |           |
| Naldo 27’ Almeida 75’ | Marcatori | 73’ Tagoe |

## Statistiche

### Statistiche di squadra
| Competizione      | Punti | In casa | In casa | In casa | In casa | In casa | In casa | In trasferta | In trasferta | In trasferta | In trasferta | In trasferta | In trasferta | Totale | Totale | Totale | Totale | Totale | Totale | DR |
| Competizione      | Punti | G       | V       | N       | P       | Gf      | Gs      | G            | V            | N            | P            | Gf           | Gs           | G      | V      | N      | P      | Gf     | Gs     | DR |
| ----------------- | ----- | ------- | ------- | ------- | ------- | ------- | ------- | ------------ | ------------ | ------------ | ------------ | ------------ | ------------ | ------ | ------ | ------ | ------ | ------ | ------ | -- |
| Bundesliga        | 42    | 17      | 5       | 6       | 6       | 26      | 20      | 17           | 6            | 3            | 8            | 18           | 22           | 34     | 11     | 9      | 14     | 44     | 42     | +2 |
| Coppa di Germania | -     | 1       | 1       | 0       | 0       | 4       | 0       | 3            | 2            | 0            | 1            | 4            | 2            | 4      | 3      | 0      | 1      | 8      | 2      | +6 |
| Totale            | -     | 18      | 6       | 6       | 6       | 30      | 20      | 20           | 8            | 3            | 9            | 22           | 24           | 38     | 14     | 9      | 15     | 52     | 44     | +8 |

### Andamento in campionato
| Giornata  | 1  | 2  | 3  | 4  | 5 | 6 | 7 | 8 | 9 | 10 | 11 | 12 | 13 | 14 | 15 | 16 | 17 | 18 | 19 | 20 | 21 | 22 | 23 | 24 | 25 | 26 | 27 | 28 | 29 | 30 | 31 | 32 | 33 | 34 |
| --------- | -- | -- | -- | -- | - | - | - | - | - | -- | -- | -- | -- | -- | -- | -- | -- | -- | -- | -- | -- | -- | -- | -- | -- | -- | -- | -- | -- | -- | -- | -- | -- | -- |
| Luogo     | C  | T  | C  | T  | C | T | C | T | T | C  | T  | C  | T  | C  | T  | C  | T  | T  | C  | T  | C  | T  | C  | T  | C  | C  | T  | C  | T  | C  | T  | C  | T  | C  |
| Risultato | N  | P  | N  | V  | V | V | V | P | P | V  | V  | P  | V  | P  | N  | N  | P  | P  | P  | P  | V  | P  | N  | V  | P  | P  | N  | N  | P  | P  | N  | V  | V  | N  |
| Posizione | 10 | 14 | 15 | 10 | 7 | 4 | 3 | 5 | 7 | 6  | 5  | 7  | 4  | 6  | 6  | 7  | 7  | 8  | 9  | 9  | 9  | 9  | 10 | 9  | 11 | 11 | 11 | 11 | 11 | 12 | 13 | 11 | 11 | 11 |

Legenda:

Luogo: C = Casa; T = Trasferta. Risultato: V = Vittoria; N = Pareggio; P = Sconfitta.

### Statistiche dei giocatori
| Giocatore       | Bundesliga | Bundesliga | Bundesliga  | Bundesliga | Coppa di Germania | Coppa di Germania | Coppa di Germania | Coppa di Germania | Totale   | Totale | Totale      | Totale     |
| Giocatore       | Presenze   | Reti       | Ammonizioni | Espulsioni | Presenze          | Reti              | Ammonizioni       | Espulsioni        | Presenze | Reti   | Ammonizioni | Espulsioni |
| --------------- | ---------- | ---------- | ----------- | ---------- | ----------------- | ----------------- | ----------------- | ----------------- | -------- | ------ | ----------- | ---------- |
| J. Grahl        | -          | -          | -           | -          | -                 | -                 | -                 | -                 | -        | -      | -           | -          |
| D. Haas         | 6          | 0          | 0           | 0          | -                 | -                 | -                 | -                 | 6        | 0      | 0           | 0          |
| T. Hildebrand   | 28         | 0          | 1           | 0          | 4                 | 0                 | 0                 | 0                 | 32       | 0      | 1           | 0          |
| A. Beck         | 25         | 0          | 3           | 0          | 1                 | 0                 | 0                 | 0                 | 26       | 0      | 3           | 0          |
| M. Compper      | 32         | 1          | 4           | 0          | 3                 | 1                 | 0                 | 0                 | 35       | 2      | 4           | 0          |
| K. Conrad       | -          | -          | -           | -          | -                 | -                 | -                 | -                 | -        | -      | -           | -          |
| C. Eichner      | 25         | 1          | 4           | 0          | 4                 | 0                 | 0                 | 0                 | 29       | 1      | 4           | 0          |
| M. Gulde        | 6          | 0          | 0           | 0          | -                 | -                 | -                 | -                 | 6        | 0      | 0           | 0          |
| A. Ibertsberger | 23         | 1          | 5           | 0          | 3                 | 0                 | 0                 | 0                 | 26       | 1      | 5           | 0          |
| M. Jaissle      | -          | -          | -           | -          | -                 | -                 | -                 | -                 | -        | -      | -           | -          |
| P. Klingmann    | -          | -          | -           | -          | -                 | -                 | -                 | -                 | -        | -      | -           | -          |
| R. Neupert      | -          | -          | -           | -          | -                 | -                 | -                 | -                 | -        | -      | -           | -          |
| P. Nilsson      | 8          | 0          | 2           | 0          | 3                 | 1                 | 1                 | 0                 | 11       | 1      | 3           | 0          |
| J. Raitala      | 2          | 0          | 0           | 0          | -                 | -                 | -                 | -                 | 2        | 0      | 0           | 0          |
| J. Šimunić      | 31         | 1          | 13          | 0          | -                 | -                 | -                 | -                 | 31       | 1      | 13          | 0          |
| C. Eduardo      | 33         | 5          | 0           | 0          | 4                 | 0                 | 2                 | 0                 | 37       | 5      | 2           | 0          |
| P. Groß         | 1          | 0          | 0           | 0          | 1                 | 0                 | 0                 | 0                 | 2        | 0      | 0           | 0          |
| A. Ludwig       | 1          | 0          | 0           | 0          | -                 | -                 | -                 | -                 | 1        | 0      | 0           | 0          |
| L. Gustavo      | 27         | 0          | 3           | 2          | 3                 | 0                 | 1                 | 0                 | 30       | 0      | 4           | 2          |
| Maicosuel       | 27         | 3          | 1           | 1          | 4                 | 2                 | 0                 | 0                 | 31       | 5      | 1           | 1          |
| S. Salihović    | 32         | 4          | 13          | 0          | 4                 | 1                 | 1                 | 0                 | 36       | 5      | 14          | 0          |
| I. Vorsah       | 16         | 0          | 3           | 0          | 3                 | 0                 | 1                 | 0                 | 19       | 0      | 4           | 0          |
| B. Vukčević     | 28         | 1          | 2           | 0          | 4                 | 0                 | 0                 | 0                 | 32       | 1      | 2           | 0          |
| T. Weis         | 15         | 0          | 1           | 0          | -                 | -                 | -                 | -                 | 15       | 0      | 1           | 0          |
| F. Zuculini     | 7          | 1          | 0           | 0          | 1                 | 0                 | 0                 | 0                 | 8        | 1      | 0           | 0          |
| D. Ba           | 17         | 5          | 2           | 0          | 1                 | 0                 | 0                 | 0                 | 18       | 5      | 2           | 0          |
| K. Herdling     | 1          | 0          | 0           | 0          | -                 | -                 | -                 | -                 | 1        | 0      | 0           | 0          |
| V. Ibišević     | 34         | 12         | 4           | 0          | 4                 | 1                 | 0                 | 0                 | 38       | 13     | 4           | 0          |
| A. Jabiri       | 1          | 0          | 0           | 0          | -                 | -                 | -                 | -                 | 1        | 0      | 0           | 0          |
| C. Obasi        | 23         | 7          | 3           | 0          | 3                 | 1                 | 0                 | 0                 | 26       | 8      | 3           | 0          |
| P. Tagoe        | 12         | 2          | 0           | 0          | 1                 | 1                 | 0                 | 0                 | 13       | 3      | 0           | 0          |
| M. Terrazzino   | 8          | 0          | 0           | 0          | 2                 | 0                 | 0                 | 0                 | 10       | 0      | 0           | 0          |
| D. Thomalla     | -          | -          | -           | -          | -                 | -                 | -                 | -                 | -        | -      | -           | -          |
| Wellington      | 1          | 0          | 0           | 0          | 1                 | 0                 | 0                 | 0                 | 2        | 0      | 0           | 0          |